# Mastigoniscus stenocephalus
Mastigoniscus stenocephalus là một loài chân đều trong họ Haploniscidae. Loài này được Park miêu tả khoa học năm 2000.